# Blunaki (gromada)
Blunaki (od 1 VII 1956 Tywęzy) – dawna gromada, czyli najmniejsza jednostka podziału terytorialnego Polskiej Rzeczypospolitej Ludowej w latach 1954–1972.
Gromady, z gromadzkimi radami narodowymi (GRN) jako organami władzy najniższego stopnia na wsi, funkcjonowały od reformy reorganizującej administrację wiejską przeprowadzonej jesienią 1954 do momentu ich zniesienia z dniem 1 stycznia 1973, tym samym wypierając organizację gminną w latach 1954–1972.
Gromadę Blunaki z siedzibą GRN w Blunakach utworzono – jako jedną z 8759 gromad na obszarze Polski – w powiecie sztumskim w woj. gdańskim na mocy uchwały nr 24/III/54 WRN w Gdańsku z dnia 5 października 1954. W skład jednostki weszły obszary dotychczasowych gromad Tywęzy, Minięta i Morany (bez obszaru działek poregulacyjnych oznaczonych Nr Nr: 52, 56, 39, 55, 54, 86, 53, 51,57, 58, 40, 38, 50, 63,49, 48, 34, 84, 59, 89, 60, 90, 37, 36, 35, 22, 33, 93, 94, 26, 96, 95, 28, 30, 10, 5, 27, 98, 97, 106, 32, 100, 109, 4, 24, 99 ,102, 107, 25, 29, 14, 23, 108, 19, 16, 8, 15, 17, 18, 20, 101, 3, 31, 110, 112, 111, 113, 12, 92, 181, 1, 2,  2a, 11, 6, 9, 7, 176, 169, 155, 156, 158, 159, 159a, 159b, 165, 160, 160a, 160b, 160c, 153, 154a, 161, 152, 163, 46, 61, 41, 45, 47, 64a, 64b, 64, 43, 87, 44, 21a, 13, 21, 42, 62, 88 i 85) ze zniesionej gminy Dzierzgoń w tymże powiecie. Dla gromady ustalono 10 członków gromadzkiej rady narodowej.
Na mocy uchwały Nr 9/XI/56 WRN w Gdańsku z 16 maja 1956, zatwierdzonej uchwałą Nr 559/56 Rady Ministrów z 11 września 1956, gromadę Blunaki zniesiono przez przeniesienie siedziby GRN z Blunaków do Tywęz i zmianę nazwy jednostki na gromada Tywęzy.